# アメリカ合衆国改革党
アメリカ合衆国改革党（アメリカがっしゅうこくかいかくとう、英語: Reform Party of the United States of America）は、アメリカ合衆国の政党。

## 概要
1992年アメリカ合衆国大統領選挙に無所属で出馬し、18.9%の票を獲得したロス・ペローが1995年に設立した中道政党。1996年アメリカ合衆国大統領選挙にはペローが公認候補として出馬し、8.4%の票を獲得した。しかしそれ以来党内の分裂などで力が低下し、大統領選挙で公認候補は1%以上の票を獲得できていない状況が続いている。

## 歴史

### 結党
1992年のアメリカ大統領選挙では、ペローが無所属ながら二大政党への不満などから一時世論調査でトップに立つなど三つ巴の選挙戦となった。しかし、選挙戦最中に撤退を表明しその後再び出馬を表明するなどして混乱が発生。結果、約19%の票を獲得したものの、選挙人を獲得することはできなかった。
1994年の中間選挙では、ペローの政策を取り入れた共和党が勝利したが、その政策は、共和党が提出に必要な3分の2の議席を獲得することはできなかったため実現されなかった。これに不満を持ったペローやその支持者らが第三政党の設立に向けて動き始め、1995年にアメリカ合衆国改革党として結党した。

### 1996年大統領選挙
1996年7月9日、リチャード・ラム元コロラド州知事が改革党の大統領候補者指名選挙に出馬することを表明し、翌日にはペローが候補者指名選挙に出馬することを表明した。出馬にあたりペローのスポークスマンはペローが前回選挙の結果を基に連邦政府資金3,200万ドルを受け取る権利があることに触れ、ペロー以外に大統領選挙に必要な資金を集めることができる人がいないことを明言した。8月18日、候補者指名選挙が行われ、ペローが4万9266票中3万2145票を獲得して候補者に指名された。
大統領選挙においては、1992年以降、大統領討論会委員会が大統領討論会に参加する資格を得るための規則を変更したことで、ペローが討論会に参加できなかったことが選挙運動にとって決定的な打撃となった。結果、ペローの得票率は前回に比べ10%以上減少し8.4%に留まった。

### 停滞
1997年10月、前年の候補者指名選挙においてペローが不正を行ったとするグループが党から離脱し、アメリカ改革党を結成した。
1998年のミネソタ州知事選挙では、公認したジェシー・ベンチュラが当選し、党として主要な州役職に就いた初の例となった。なお、ベンチュラは後に改革党との関係を解消しミネソタ独立党に加わった。

### 2000年大統領選挙
2000年の大統領選挙では、当初党の一部がロン・ポールを候補者に指名しようとしたが断念した。
その他には共和党を離党していたパット・ブキャナンや経営者として知名度があったドナルド・トランプが名乗りを上げたが、トランプは「改革党には現在、KKKのメンバーであるデューク氏、ネオナチのブキャナン氏、共産主義者のフラニ氏がいる。こんな仲間とは付き合いたくない。」などとして撤退した。
激しい争いの末、ブキャナンが78,068票中49,529票を獲得して大統領候補指名を獲得した。しかし、この争いは法廷に持ち込まれ、連邦選挙委員会はブキャナンを正当な候補者と決定し、前回の選挙結果を基に1260万ドルの選挙資金を支給した。
11月2日、創設者であるペローは共和党のジョージ・W・ブッシュを支持することを表明。大統領選の結果、ブキャナンの獲得票数は449,225票となり、これは一般投票のわずか0.4%に過ぎなかった。 

### 衰退
2000年の大統領選挙で得票が落ち込んだため、2004年の大統領選挙では選挙資金が受け取れず、財政的な問題から自ら候補者を擁立することはせず、ラルフ・ネーダーの無所属での選挙戦を支援することとなり、7つの州では改革党公認候補として支援を行った。結果、ネーダーは総投票数の0.38%である465,642票を獲得した。
2008年の大統領選挙ではテッド・ウェイルを候補者に指名したが、ニューヨーク独立党と関係のある反対派により裁判所命令が出され10月まで候補者をウェブサイト上で発表できなかったほか、投票用紙に記載された州はミシシッピ州のみにとどまり結果は481票となった。
2012年の大統領選挙では、ニューヨーク州のアンドレ・バーネットを大統領候補に指名し、結果は956票を獲得した。
2016年の大統領選挙では、ロッキー・デ・ラ・フェンテを大統領候補に指名し、結果は33,136票を獲得した。デ・ラ・フェンテはその後、米国上院予備選挙に民主党員として出馬した。
2020年の大統領選挙では、再びロッキー・デ・ラ・フェンテを大統領候補に指名し、結果は88,241票を獲得した。
2023年9月、改革党はフロリダ州での投票権を失い、党は投票用紙を持たないことになった。 2024年5月23日の党大会で、ロバート・ケネディ・ジュニアを2024年の大統領選挙の大統領候補に指名した。改革党は2024年5月に再資格申請を提出しており、これによりケネディはフロリダ州の投票用紙に載ることになった。ケネディは8月、選挙から撤退し、ドナルド・トランプを支持することを表明。8月23日にフロリダ州の投票用紙から自身の名前を撤回した。